# Thierry Détant
Thierry Roger Marc Détant (* 23. November 1965 in Amsterdam oder in Edam-Volendam) ist ein ehemaliger niederländischer Radrennfahrer und nationaler Meister im Radsport.

## Sportliche Laufbahn
Détant war Bahnradsportler und Teilnehmer der Olympischen Sommerspiele 1988 in Seoul. Dort startete er im 1000-Meter-Zeitfahren und belegte den 18. Platz.
Als Amateur wurde er 1985, 1986 und 1987 nationaler Meister im 1000-Meter-Zeitfahren. 1986 siegte er in der Meisterschaft im Sprint vor seinem Bruder Ivan Détant. 1987 besiegte er im Finale Henk van Beusekom. 1988 und 1989 konnte er den Titel jeweils verteidigen.
Vize-Meister wurde er 1985 im Sprint hinter Sjaak Pieters, 1986 mit seinem Bruder Ivan Détant im Tandemrennen und 1989 im Zeitfahren.

## Familiäres
Sein Bruder Ivan war ebenfalls Radrennfahrer.